# Warren Mosler
Warren Mosler (né le 18 septembre 1949) est un économiste américain, président et fondateur de Mosler Automotive, et cofondateur du Centre pour le plein emploi et la stabilité des prix à l'université du Missouri à Kansas City. Il fut brièvement candidat à l'élection présidentielle américaine de 2012 comme membre du Parti démocrate avant d'abandonner pour le Sénat américain.
Il est un des représentants de la théorie monétaire moderne.

## Biographie
Mosler débute sa vie à Manchester puis a Hartford avant d'aller s'installer à New York pour travailler à Wall Street.
En 1982, il a commencé un fonds de pension, qui dans les années 1990 a été largement remis à ses partenaires. 
Plus tard, il s'installe aux îles Vierges américaines et participe à une initiative, parrainée par le gouvernement, de la croissance économique. 
 (juillet 2017).

## Vie privée
Warren Mosler réside à Sainte-Croix dans les îles Vierges des États-Unis.